# Joannes Zwijsen
Joannes Zwĳsen (Kerkdriel, 28 agosto 1794 – 's-Hertogenbosch, 16 ottobre 1877) è stato un arcivescovo cattolico olandese.

## Biografia
Si formò presso il seminario diocesano di 's-Hertogenbosch e fu ordinato prete a Malines il 20 dicembre 1817: fu vicario di Schijndel, poi parroco di Best, presso Eindhoven, e di 't Heike, la maggiore tra quelle di Tilburg.
Nel 1832 fondò la congregazione delle Suore di Carità di Nostra Signora, Madre della Misericordia, per l'educazione dei bambini poveri e la cura degli infermi di Tilburg, città a maggioranza cattolica.
Dal 1840 divenne uno dei principali animatori della vita ecclesiastica nei Paesi Bassi. Eletto vescovo titolare di Gera e coadiutore di 's-Hertogenbosch nel 1842, nel 1844 fondò la congregazione dei Fratelli della Beata Maria Vergine Madre della Misericordia, che all'inizio comprendeva anche sacerdoti, per la cura degli orfani e l'istruzione dei poveri.
Dal 1847 al 1848 fu incaricato d'affari ad interim della Santa Sede presso la corte reale all'Aia.
Nel 1851 succedette a Henricus den Dubbelden come vicario apostolico di 's-Hertogenbosch; il 4 marzo 1853, in seguito alla lettera apostolica Ex qua die di papa Pio IX, che riformava l'organizzazione della Chiesa cattolica nei Paesi Bassi, fu nominato primo arcivescovo della restaurata Chiesa di Utrecht, pur essendosi egli opposto all'idea di ristabilire quella sede episcopale nel timore di arrecare offesa ai protestanti.
Dietro sua esplicita richiesta, restò anche amministratore apostolico della diocesi di 's-Hertogenbosch, nella cui cattedrale celebrò il primo concilio provinciale dei Paesi Bassi dopo la restaurazione della gerarchia cattolica nella regione.
Lasciò la guida dell'arcidiocesi di Utrecht nel 1868.

## Genealogia episcopale e successione apostolica
La genealogia episcopale è:
- Vescovo Johannes Wolfgang von Bodman
- Vescovo Marquard Rudolf von Rodt
- Vescovo Alessandro Sigismondo di Palatinato-Neuburg
- Vescovo Johann Jakob von Mayr
- Vescovo Giuseppe Ignazio Filippo d'Assia-Darmstadt
- Arcivescovo Clemente Venceslao di Sassonia
- Arcivescovo Massimiliano d'Asburgo-Lorena
- Vescovo Kaspar Max Droste zu Vischering
- Vescovo Ludovicus van Wijkerslooth van Schalkwijk
- Arcivescovo Joannes Zwijsen

La successione apostolica è:
- Vescovo Franciscus Jacobus van Vree (1853)
- Vescovo Jacobus Gerardus Schepers, C.SS.R. (1853)
- Vescovo Joannes Philibertus Deppen (1854)
- Vescovo Gerardus Petrus Wilmer (1861)
- Vescovo Johannes Baptist Swinkels, C.SS.R. (1865)